# 1196
1196 (MCXCVI) a fost un an al calendarului iulian.

## Evenimente
- 14 ianuarie: Tratatul de la Gaillon dintre regele Richard Inimă de Leu al Angliei și Filip August al Franței; în paralel, Richard începe construirea fortăreței Château-Gaillard.
- 20 februarie: Papa Celestin al III-lea emite o bulă pentru instituirea unei ierarhii ecleziastice latine în Cipru, paralelă cu cea greacă.
- 8 aprilie: După moartea regelui Knut Eriksson, Suedia intră într-o lungă perioadă de dispute dinastice.
- 25 aprilie: La moartea regelui Alfonso al II-lea al Aragonului, stăpânirile sale se divid.
- 5 mai: Conciliul de la Paris, convocat după ce papa Celestin al III-lea anulase concluziile conciliului de la Compiegne privitor la divorțul regelui Filip August al Franței de Ingeborg de Danemarca; nu se ajunge la niciun rezultat.
- 1 sau 16 iunie: Regele Filip August al Franței se căsătorește la Compiegne cu Agnes de Meranie; urmează repetate proteste din partea papalității.
- 3 iulie: Al-Adel, care primise de la fratele său Saladin castelele cucerite de la cruciatul Renaud de Chatillon de pe malul răsăritean al Iordanului, îl înlătură din Damasc pe nepotul său Al-Afdhal și îl închide în fortăreața Salkhad.
- 25 august: Se constituie congregația eremitică de la Fiore, fondată de abatele cistercian Gioacchimo da Fiore și aprobată de către papa Celestin al III-lea.

### Nedatate
- decembrie: O răscoală a populației din Sicilia provoacă o nouă intervenție a împăratului Henric al VI-lea în Italia; conducătorii răscoalei sunt orbiți.
- Comitatul Geldre anexează provincia Veluwe, scindând în două posesiunile episcopatului de Utrecht.
- După asasinarea lui Asan de către pretendentul și nepotul său Ivanko, acesta din urmă ocupă Târnovo și face apel la intervenția bizantină; puterea este însă preluată de Petru, fratele lui Asan, iar Ivanko se refugiază în Bizanț.
- Foamete înregistrată în întreaga Anglie.
- Generalul Ch'oe Ch'ung-hon preia controlul puterii în Coreea.
- Potrivit unei legende populare, prințul galez Madog of Gwynedd ar fi ajuns în America de Nord, în ceea ce este astăzi statul Alabama.
- Răscoală populară a sărăcimii din Londra, condusă de William Fetz Osbern.
- Regele Serbiei, Ștefan Nemania, se retrage la Muntele Athos.
- Victorie a bulgarilor conduși de Asan asupra trupelor bizantine comandate de sebastocratorul Isaac Comnenul la Serres, în Tracia.

## Arte, științe, literatură și filozofie
- Cronicarul Andre de Marchiennes începe lucrul la "Istoria regilor Franței".
- Genul literar L'amour courtois se răspândește în Portugalia și Galicia (unde se compilează în cadrul Cancioneiro Geral).

## Înscăunări
- 8 aprilie: Sverker al II-lea, rege al Suediei (1196-1208)
- 23 aprilie: Emeric, rege al Ungariei (1196-1205).
- 25 aprilie: Alphonse al II-lea, conte de Provence (1196-1209)
- 25 aprilie: Petru al II-lea "Catolicul", rege al Aragonului (1196-1213).
- 15 august: Filip, duce de Suabia.
- Ștefan ''Prvovencani'', mare prinț al Serbiei.

## Nașteri
- 3 ianuarie: Tschuchimikado, împărat al Japoniei (d. 1231).
- Alice de Champagne, regentă în Regatul Ierusalimului (d. 1246).
- Alberico da Romano, condottier și trubadur italian (d. 1260).
- Ramon Vidal de Bezaudun, trubadur, poet și gramatician spaniol (d. 1252).

## Decese
- 8 aprilie: Knut I Eriksson, rege al Suediei (n. ?)
- 23 aprilie: Bela al III-lea, rege al Ungariei (n. 1148).
- 25 aprilie: Alfonso al II-lea, rege al Aragonului, conte de Barcelona, Provence și Roussillon (n. 1157).
- 12 august: Henric al IV-lea de Luxemburg (n. ?)
- 15 august: Conrad al II-lea, duce de Suabia (n. 1173)
- 11 septembrie: Maurice de Sully, episcop francez (n. ?)
- Asan, conducător al celui de al doilea țarat bulgar (n. ?)
- Meinard, episcop leton de Riga (n. 1134)
- Vsevolod Sviatoslavici, cneaz de Trubchevsk și Kursk (n. ?)